# Britannia Row Studios
Britannia Row Studios – angielskie studio nagraniowe założone przez muzyków grupy Pink Floyd pod koniec 1975 roku, po nagraniach albumu Wish You Were Here. Nazwa studia została zaczerpnięta od nazwy ulicy w dzielnicy Londynu – Islington, przy której studio się znajdowało. W studiu tym grupa Pink Floyd nagrała swój następny po Wish you… album z 1977 roku – Animals, fragmenty albumu The Wall z 1979 roku (Another Brick in the Wall Part two) oraz także albumy A Momentary Lapse of Reason oraz The Division Bell. Na początku lat 90 ubiegłego stulecia, Nick Mason, ówczesny właściciel studia podjął decyzję o jego sprzedaży. Nową właścicielką stała się Kate Koumi, zatrudniona w nim od połowy lat 80.  Obecnie studio znajduje się w dzielnicy Fulham przy ulicy Wandsworth Bridge Road.
W Britannia Row nagrywali m.in. Richard Ashcroft, Kate Bush, Joy Division i Kylie Minogue.

## Konsole nagraniowe
Neve 51 60-channel concole